# Seol Ki-hyeon
Seol Ki-hyeon ((설기현?, 薛琦鉉?); Jeongseon, 8 gennaio 1979) è un allenatore di calcio ed ex calciatore sudcoreano, di ruolo attaccante, tecnico del Gyeongnam.

## Carriera

### Club
Il 15 gennaio 2009 è passato in prestito dal Fulham agli arabi dell'Al-Hilal.

### Nazionale
Ha la sua prima presenza con la nazionale di calcio sudcoreana in occasione della partita Corea del Sud-Nuova Zelanda. Ha partecipato alla Confederations Cup 2001, ai Mondiali 2002, alla Coppa d'Asia 2004 ed ai Mondiali 2006. Ha invece saltato il Mondiale sudafricano del 2010.

## Statistiche

### Presenze e reti nei club
| Stagione  | Club          | Nazione     | Serie             | Pres. | Reti |
| --------- | ------------- | ----------- | ----------------- | ----- | ---- |
| 2000-2001 | Anversa       | Belgio      | Jupiler League    | 25    | 10   |
| 2001-2002 | Anderlecht    | Belgio      | Jupiler League    | 20    | 3    |
| 2002-2003 | Anderlecht    | Belgio      | Jupiler League    | 32    | 12   |
| 2003-2004 | Anderlecht    | Belgio      | Jupiler League    | 19    | 3    |
| 2004      | Anderlecht    | Belgio      | Jupiler League    | 1     | 0    |
| 2004-2005 | Wolverhampton | Inghilterra | FA Premier League | 37    | 4    |
| 2005-2006 | Wolverhampton | Inghilterra | FL Championship   | 32    | 4    |
| 2006-2007 | Reading       | Inghilterra | FA Premier League | 27    | 4    |
| 2007      | Reading       | Inghilterra | Premier League    | 3     | 0    |
| 2007-2008 | Fulham        | Inghilterra | Premier League    | 4     | 0    |

### Cronologia presenze e reti in nazionale
| Cronologia completa delle presenze e delle reti in nazionale ― Corea del Sud | Cronologia completa delle presenze e delle reti in nazionale ― Corea del Sud | Cronologia completa delle presenze e delle reti in nazionale ― Corea del Sud | Cronologia completa delle presenze e delle reti in nazionale ― Corea del Sud | Cronologia completa delle presenze e delle reti in nazionale ― Corea del Sud | Cronologia completa delle presenze e delle reti in nazionale ― Corea del Sud | Cronologia completa delle presenze e delle reti in nazionale ― Corea del Sud | Cronologia completa delle presenze e delle reti in nazionale ― Corea del Sud |
| Data                                                                         | Città                                                                        | In casa                                                                      | Risultato                                                                    | Ospiti                                                                       | Competizione                                                                 | Reti                                                                         | Note                                                                         |
| ---------------------------------------------------------------------------- | ---------------------------------------------------------------------------- | ---------------------------------------------------------------------------- | ---------------------------------------------------------------------------- | ---------------------------------------------------------------------------- | ---------------------------------------------------------------------------- | ---------------------------------------------------------------------------- | ---------------------------------------------------------------------------- |
| 21-1-2000                                                                    | Auckland                                                                     | Nuova Zelanda                                                                | 0 – 1                                                                        | Corea del Sud                                                                | Amichevole                                                                   | -                                                                            |                                                                              |
| 23-1-2000                                                                    | Palmerston North                                                             | Nuova Zelanda                                                                | 0 – 0                                                                        | Corea del Sud                                                                | Amichevole                                                                   | -                                                                            | 37’                                                                          |
| 15-2-2000                                                                    | Los Angeles                                                                  | Canada                                                                       | 0 – 0                                                                        | Corea del Sud                                                                | Gold Cup 2000 - 1º turno                                                     | -                                                                            | 82’                                                                          |
| 5-4-2000                                                                     | Seul                                                                         | Corea del Sud                                                                | 9 – 0                                                                        | Laos                                                                         | Qual. Coppa d'Asia 2000                                                      | 3                                                                            | 28’                                                                          |
| 9-4-2000                                                                     | Seul                                                                         | Corea del Sud                                                                | 4 – 0                                                                        | Birmania                                                                     | Qual. Coppa d'Asia 2000                                                      | 2                                                                            |                                                                              |
| 28-5-2000                                                                    | Seul                                                                         | Corea del Sud                                                                | 0 – 0                                                                        | Jugoslavia                                                                   | Amichevole                                                                   | -                                                                            | 82’                                                                          |
| 30-5-2000                                                                    | Seongnam                                                                     | Corea del Sud                                                                | 0 – 0                                                                        | Jugoslavia                                                                   | Amichevole                                                                   | -                                                                            |                                                                              |
| 7-6-2000                                                                     | Tehran                                                                       | Corea del Sud                                                                | 2 – 1                                                                        | Macedonia                                                                    | Coppa LG                                                                     | -                                                                            |                                                                              |
| 9-6-2000                                                                     | Tehran                                                                       | Corea del Sud                                                                | 1 – 0                                                                        | Egitto                                                                       | Coppa LG                                                                     | -                                                                            | 77’                                                                          |
| 4-10-2000                                                                    | Abu Dhabi                                                                    | Emirati Arabi Uniti                                                          | 1 – 1 dts (3 – 2 dtr)                                                        | Corea del Sud                                                                | Coppa LG                                                                     | -                                                                            | 53’                                                                          |
| 7-10-2000                                                                    | Abu Dhabi                                                                    | Corea del Sud                                                                | 4 – 2                                                                        | Australia                                                                    | Coppa LG                                                                     | 1                                                                            | 74’                                                                          |
| 13-10-2000                                                                   | Tripoli                                                                      | Corea del Sud                                                                | 2 – 2                                                                        | Cina                                                                         | Coppa d'Asia 2000 - 1º turno                                                 | -                                                                            | 76’                                                                          |
| 16-10-2000                                                                   | Tripoli                                                                      | Corea del Sud                                                                | 0 – 1                                                                        | Kuwait                                                                       | Coppa d'Asia 2000 - 1º turno                                                 | -                                                                            |                                                                              |
| 19-10-2000                                                                   | Tripoli                                                                      | Corea del Sud                                                                | 3 – 0                                                                        | Indonesia                                                                    | Coppa d'Asia 2000 - 1º turno                                                 | -                                                                            |                                                                              |
| 23-10-2000                                                                   | Tripoli                                                                      | Iran                                                                         | 1 – 2 dts                                                                    | Corea del Sud                                                                | Coppa d'Asia 2000 - Quarti di finale                                         | -                                                                            |                                                                              |
| 26-10-2000                                                                   | Beirut                                                                       | Corea del Sud                                                                | 1 – 2                                                                        | Arabia Saudita                                                               | Coppa d'Asia 2000 - Semifinale                                               | -                                                                            | 78’                                                                          |
| 29-10-2000                                                                   | Beirut                                                                       | Cina                                                                         | 0 – 1                                                                        | Corea del Sud                                                                | Coppa d'Asia 2000 - Finale 3º posto                                          | -                                                                            |                                                                              |
| 11-2-2001                                                                    | Dubai                                                                        | Emirati Arabi Uniti                                                          | 1 – 4                                                                        | Corea del Sud                                                                | 2001 Emirates Cup                                                            | 1                                                                            | 61’                                                                          |
| 24-4-2001                                                                    | Il Cairo                                                                     | Corea del Sud                                                                | 1 – 0                                                                        | Iran                                                                         | Coppa LG                                                                     | -                                                                            | 59’                                                                          |
| 26-4-2001                                                                    | Il Cairo                                                                     | Egitto                                                                       | 1 – 2                                                                        | Corea del Sud                                                                | Coppa LG                                                                     | -                                                                            |                                                                              |
| 25-5-2001                                                                    | Suwon                                                                        | Corea del Sud                                                                | 0 – 0                                                                        | Camerun                                                                      | Amichevole                                                                   | -                                                                            |                                                                              |
| 30-5-2001                                                                    | Taegu                                                                        | Francia                                                                      | 5 – 0                                                                        | Corea del Sud                                                                | Conf. Cup 2001 - 1º turno                                                    | -                                                                            |                                                                              |
| 1-6-2001                                                                     | Ulsan                                                                        | Corea del Sud                                                                | 2 – 1                                                                        | Messico                                                                      | Conf. Cup 2001 - 1º turno                                                    | -                                                                            | 78’                                                                          |
| 3-6-2001                                                                     | Suwon                                                                        | Corea del Sud                                                                | 1 – 0                                                                        | Australia                                                                    | Conf. Cup 2001 - 1º turno                                                    | -                                                                            |                                                                              |
| 15-8-2001                                                                    | Brno                                                                         | Rep. Ceca                                                                    | 5 – 0                                                                        | Corea del Sud                                                                | Amichevole                                                                   | -                                                                            |                                                                              |
| 8-11-2001                                                                    | Jeonju                                                                       | Corea del Sud                                                                | 0 – 1                                                                        | Senegal                                                                      | Amichevole                                                                   | -                                                                            | 61’                                                                          |
| 10-11-2001                                                                   | Seul                                                                         | Corea del Sud                                                                | 2 – 0                                                                        | Croazia                                                                      | Amichevole                                                                   | -                                                                            | 88’                                                                          |
| 13-11-2001                                                                   | Gwangju                                                                      | Corea del Sud                                                                | 1 – 1                                                                        | Croazia                                                                      | Amichevole                                                                   | -                                                                            | 46’                                                                          |
| 20-3-2002                                                                    | Cartagena                                                                    | Finlandia                                                                    | 0 – 2                                                                        | Corea del Sud                                                                | Amichevole                                                                   | -                                                                            | 64’                                                                          |
| 26-3-2002                                                                    | Bochum                                                                       | Corea del Sud                                                                | 0 – 0                                                                        | Turchia                                                                      | Amichevole                                                                   | -                                                                            | 90’                                                                          |
| 20-4-2002                                                                    | Taegu                                                                        | Corea del Sud                                                                | 2 – 0                                                                        | Costa Rica                                                                   | Amichevole                                                                   | -                                                                            | 76’                                                                          |
| 27-4-2002                                                                    | Incheon                                                                      | Corea del Sud                                                                | 0 – 0                                                                        | Cina                                                                         | Amichevole                                                                   | -                                                                            | 67’                                                                          |
| 21-5-2002                                                                    | Seogwipo                                                                     | Corea del Sud                                                                | 1 – 1                                                                        | Inghilterra                                                                  | Amichevole                                                                   | -                                                                            | 55’                                                                          |
| 26-5-2002                                                                    | Suwon                                                                        | Corea del Sud                                                                | 2 – 3                                                                        | Francia                                                                      | Amichevole                                                                   | 1                                                                            |                                                                              |
| 4-6-2002                                                                     | Pusan                                                                        | Corea del Sud                                                                | 2 – 0                                                                        | Polonia                                                                      | Mondiali 2002 - 1º turno                                                     | -                                                                            | 89’                                                                          |
| 10-6-2002                                                                    | Taegu                                                                        | Corea del Sud                                                                | 1 – 1                                                                        | Stati Uniti                                                                  | Mondiali 2002 - 1º turno                                                     | -                                                                            |                                                                              |
| 14-6-2002                                                                    | Incheon                                                                      | Portogallo                                                                   | 0 – 1                                                                        | Corea del Sud                                                                | Mondiali 2002 - 1º turno                                                     | -                                                                            | 57’                                                                          |
| 18-6-2002                                                                    | Daejeon                                                                      | Corea del Sud                                                                | 2 – 1 gg                                                                     | Italia                                                                       | Mondiali 2002 - Ottavi di finale                                             | 1                                                                            |                                                                              |
| 22-6-2002                                                                    | Gwangju                                                                      | Spagna                                                                       | 0 – 0 dts (3 – 5 dtr)                                                        | Corea del Sud                                                                | Mondiali 2002 - Quarti di finale                                             | -                                                                            |                                                                              |
| 25-6-2002                                                                    | Seul                                                                         | Germania                                                                     | 1 – 0                                                                        | Corea del Sud                                                                | Mondiali 2002 - Semifinale                                                   | -                                                                            | 80’                                                                          |
| 29-6-2002                                                                    | Taegu                                                                        | Corea del Sud                                                                | 2 – 3                                                                        | Turchia                                                                      | Mondiali 2002 - Finale 3º posto                                              | -                                                                            | 79’                                                                          |
| 20-11-2002                                                                   | Seul                                                                         | Corea del Sud                                                                | 2 – 3                                                                        | Brasile                                                                      | Amichevole                                                                   | 1                                                                            | 74’                                                                          |
| 29-3-2003                                                                    | Pusan                                                                        | Corea del Sud                                                                | 0 – 0                                                                        | Colombia                                                                     | Amichevole                                                                   | -                                                                            |                                                                              |
| 31-5-2003                                                                    | Tokyo                                                                        | Giappone                                                                     | 0 – 1                                                                        | Corea del Sud                                                                | Amichevole                                                                   | -                                                                            | 90+1’                                                                        |
| 8-6-2003                                                                     | Seul                                                                         | Corea del Sud                                                                | 0 – 2                                                                        | Uruguay                                                                      | Amichevole                                                                   | -                                                                            | 46’                                                                          |
| 14-2-2004                                                                    | Ulsan                                                                        | Corea del Sud                                                                | 5 – 0                                                                        | Oman                                                                         | Amichevole                                                                   | 1                                                                            |                                                                              |
| 18-2-2004                                                                    | Suwon                                                                        | Corea del Sud                                                                | 2 – 0                                                                        | Libano                                                                       | Qual. Mondiali 2006                                                          | -                                                                            | 53’                                                                          |
| 31-3-2004                                                                    | Malé                                                                         | Maldive                                                                      | 0 – 0                                                                        | Corea del Sud                                                                | Qual. Mondiali 2006                                                          | -                                                                            | Ammonizione                                                                  |
| 28-4-2004                                                                    | Incheon                                                                      | Corea del Sud                                                                | 0 – 0                                                                        | Paraguay                                                                     | Amichevole                                                                   | -                                                                            |                                                                              |
| 2-6-2004                                                                     | Seul                                                                         | Corea del Sud                                                                | 0 – 1                                                                        | Turchia                                                                      | Amichevole                                                                   | -                                                                            | 46’                                                                          |
| 9-6-2004                                                                     | Daejeon                                                                      | Corea del Sud                                                                | 2 – 0                                                                        | Vietnam                                                                      | Qual. Mondiali 2006                                                          | -                                                                            | 76’                                                                          |
| 10-7-2004                                                                    | Gwangju                                                                      | Corea del Sud                                                                | 2 – 0                                                                        | Bahrein                                                                      | Amichevole                                                                   | -                                                                            |                                                                              |
| 14-7-2004                                                                    | Seul                                                                         | Corea del Sud                                                                | 1 – 1                                                                        | Trinidad e Tobago                                                            | Amichevole                                                                   | -                                                                            | 46’                                                                          |
| 19-7-2004                                                                    | Jinan                                                                        | Corea del Sud                                                                | 0 – 0                                                                        | Giordania                                                                    | Coppa d'Asia 2004 - 1º turno                                                 | -                                                                            |                                                                              |
| 23-7-2004                                                                    | Jinan                                                                        | Emirati Arabi Uniti                                                          | 0 – 2                                                                        | Corea del Sud                                                                | Coppa d'Asia 2004 - 1º turno                                                 | -                                                                            |                                                                              |
| 27-7-2004                                                                    | Jinan                                                                        | Corea del Sud                                                                | 4 – 0                                                                        | Kuwait                                                                       | Coppa d'Asia 2004 - 1º turno                                                 | -                                                                            |                                                                              |
| 31-7-2004                                                                    | Jinan                                                                        | Corea del Sud                                                                | 3 – 4                                                                        | Iran                                                                         | Coppa d'Asia 2004 - Quarti di finale                                         | 1                                                                            |                                                                              |
| 8-9-2004                                                                     | Ho Chi Minh                                                                  | Vietnam                                                                      | 1 – 2                                                                        | Corea del Sud                                                                | Qual. Mondiali 2006                                                          | -                                                                            |                                                                              |
| 13-10-2004                                                                   | Beirut                                                                       | Libano                                                                       | 1 – 1                                                                        | Corea del Sud                                                                | Qual. Mondiali 2006                                                          | -                                                                            | 46’                                                                          |
| 17-11-2004                                                                   | Seul                                                                         | Corea del Sud                                                                | 2 – 0                                                                        | Maldive                                                                      | Qual. Mondiali 2006                                                          | -                                                                            | 72’                                                                          |
| 9-2-2005                                                                     | Seul                                                                         | Corea del Sud                                                                | 2 – 0                                                                        | Kuwait                                                                       | Qual. Mondiali 2006                                                          | -                                                                            |                                                                              |
| 25-3-2005                                                                    | Dammam                                                                       | Arabia Saudita                                                               | 2 – 0                                                                        | Corea del Sud                                                                | Qual. Mondiali 2006                                                          | -                                                                            | 76’                                                                          |
| 30-3-2005                                                                    | Seul                                                                         | Corea del Sud                                                                | 2 – 1                                                                        | Uzbekistan                                                                   | Qual. Mondiali 2006                                                          | -                                                                            | 85’                                                                          |
| 12-11-2005                                                                   | Seul                                                                         | Corea del Sud                                                                | 2 – 2                                                                        | Svezia                                                                       | Amichevole                                                                   | -                                                                            |                                                                              |
| 23-5-2006                                                                    | Seul                                                                         | Corea del Sud                                                                | 1 – 1                                                                        | Senegal                                                                      | Amichevole                                                                   | -                                                                            | 73’                                                                          |
| 26-5-2006                                                                    | Seul                                                                         | Corea del Sud                                                                | 2 – 0                                                                        | Bosnia ed Erzegovina                                                         | Amichevole                                                                   | 1                                                                            | 80’                                                                          |
| 1-6-2006                                                                     | Oslo                                                                         | Norvegia                                                                     | 0 – 0                                                                        | Corea del Sud                                                                | Amichevole                                                                   | -                                                                            |                                                                              |
| 4-6-2006                                                                     | Edimburgo                                                                    | Ghana                                                                        | 3 – 1                                                                        | Corea del Sud                                                                | Amichevole                                                                   | -                                                                            | 81’                                                                          |
| 18-6-2006                                                                    | Lipsia                                                                       | Francia                                                                      | 1 – 1                                                                        | Corea del Sud                                                                | Mondiali 2006 - 1º turno                                                     | -                                                                            | 46’                                                                          |
| 23-6-2006                                                                    | Hannover                                                                     | Svizzera                                                                     | 2 – 0                                                                        | Corea del Sud                                                                | Mondiali 2006 - 1º turno                                                     | -                                                                            | 66’                                                                          |
| 2-9-2006                                                                     | Seul                                                                         | Corea del Sud                                                                | 1 – 1                                                                        | Iran                                                                         | Qual. Coppa d'Asia 2007                                                      | 1                                                                            |                                                                              |
| 6-9-2006                                                                     | Suwon                                                                        | Corea del Sud                                                                | 8 – 0                                                                        | Taipei cinese                                                                | Qual. Coppa d'Asia 2007                                                      | 2                                                                            | 78’                                                                          |
| 11-10-2006                                                                   | Seul                                                                         | Corea del Sud                                                                | 1 – 1                                                                        | Siria                                                                        | Qual. Coppa d'Asia 2007                                                      | -                                                                            |                                                                              |
| 6-2-2007                                                                     | Londra                                                                       | Grecia                                                                       | 0 – 1                                                                        | Corea del Sud                                                                | Amichevole                                                                   | -                                                                            |                                                                              |
| 24-3-2007                                                                    | Seul                                                                         | Corea del Sud                                                                | 0 – 2                                                                        | Uruguay                                                                      | Amichevole                                                                   | -                                                                            |                                                                              |
| 6-2-2008                                                                     | Seul                                                                         | Corea del Sud                                                                | 4 – 0                                                                        | Turkmenistan                                                                 | Qual. Mondiali 2010                                                          | 2                                                                            |                                                                              |
| 26-3-2008                                                                    | Shanghai                                                                     | Corea del Nord                                                               | 0 – 0                                                                        | Corea del Sud                                                                | Qual. Mondiali 2010                                                          | -                                                                            | 81’                                                                          |
| 7-6-2008                                                                     | Amman                                                                        | Giordania                                                                    | 2 – 2                                                                        | Corea del Sud                                                                | Qual. Mondiali 2010                                                          | -                                                                            | 46’                                                                          |
| 14-6-2008                                                                    | Aşgabat                                                                      | Turkmenistan                                                                 | 1 – 3                                                                        | Corea del Sud                                                                | Qual. Mondiali 2010                                                          | -                                                                            |                                                                              |
| 5-9-2009                                                                     | Seul                                                                         | Corea del Sud                                                                | 3 – 1                                                                        | Australia                                                                    | Amichevole                                                                   | 1                                                                            | 46’                                                                          |
| 14-10-2009                                                                   | Seul                                                                         | Corea del Sud                                                                | 2 – 0                                                                        | Senegal                                                                      | Amichevole                                                                   | -                                                                            | 46’                                                                          |
| 14-11-2009                                                                   | Esbjerg                                                                      | Danimarca                                                                    | 0 – 0                                                                        | Corea del Sud                                                                | Amichevole                                                                   | -                                                                            | 46’                                                                          |
| 18-11-2009                                                                   | Londra                                                                       | Corea del Sud                                                                | 0 – 1                                                                        | Serbia                                                                       | Amichevole                                                                   | -                                                                            | 60’                                                                          |
| Totale                                                                       |                                                                              | Presenze                                                                     | 83                                                                           |                                                                              | Reti                                                                         | 19                                                                           |                                                                              |

## Palmarès

### Club

#### Competizioni nazionali
- Campionato belga: 1

Anderlecht: 2003-2004
- Supercoppa del Belgio: 1

Anderlecht: 2001